# جان بيير بيمبا
جان بيير بيمبا (بالفرنسية: Jean-Pierre Bemba Gombo)‏ غومبو (ولد في 4 نوفمبر 1962)،  هو سياسي في جمهورية الكونغو الديمقراطية. كان واحدًا من أربعة نواب للرئيس في الحكومة الانتقالية لجمهورية الكونغو الديمقراطية من 17 يوليو 2003 إلى ديسمبر 2006. بيمبا أيضا يقود حركة تحرير الكونغو (MLC)، وهي جماعة متمردة تحولت إلى حزب سياسي. حصل على ثاني أعلى عدد من الأصوات في انتخابات 2006 الرئاسية. في يناير 2007 تم انتخابه لمجلس الشيوخ.
وقد تم القبض عليه بالقرب من بروكسل في 24 مايو 2008 بناء على مذكرة اعتقال صادرة عن المحكمة الجنائية الدولية. وقد اتهم في الأصل بثلاث تهم بارتكاب جرائم ضد الإنسانية وخمس جرائم حرب ارتكبها مقاتلون تحت قيادته ، في أكتوبر2010 خفضت المحكمة الجنائية الدولية الاتهامات إلى تهمتين بارتكاب جرائم ضد الإنسانية وثلاث تهم بجرائم حرب. أُدين بهذه الاتهامات في 21 مارس 2016.
في 21 يونيو 2016، تم الحكم عليه بعقوبة بالسجن لمدة 18 عامًا في أول إدانة لشخصية بارزة في المحكمة الجنائية الدولية (ICC) بتهمة ارتكاب جرائم حرب وعنف جنسي. في 28 سبتمبر 2016، طعن في إدانته بزعم ارتكابه أخطاء وأخطاء في تحليل غرفة المحكمة لمسؤوليته العليا.
أُلغيت إداناته في جرائم الحرب لعام 2016 عقب استئناف في 8 يونيو 2018 وأوضحت القاضية في الجنائية الدولية فآن دين ويغنغارت، أن بيمبا «لا يتحمل مسؤولية جرائم ارتكبتها قوات كانت تحت سيطرته في أفريقيا الوسطى بين عامي 2002 و2003».

## روابط خارجية
- جان بيير بيمبا على موقع مونزينجر (الألمانية)